# Manami Oku
Manami Oku (奥 真奈美, Oku Manami, née le 22 novembre 1995 à Tōkyō, au Japon) est une chanteuse et idole japonaise, membre du groupe de J-pop AKB48 (team B). Mi-japonaise et autrefois plus jeune membre du groupe, elle débute en 2006 avec la team K, puis participe au groupe temporaire Honegumi from AKB48 en 2007. Elle est la 3e membre à avoir sorti un single en solo en parallèle au groupe, en 2010, sous le nom modifié Manami Ogu (おぐまなみ, Ogu Manami), qui sert de thème de fin à la série anime Ojarumaru (おじゃる丸).
En février 2011 elle fait part de ses désirs de quitter le groupe afin de continuer ses études. Son départ a pris effet le 8 avril 2011.

## Discographie solo
- 2010.05.12 : Katatsumuri (かたつむり?), par Manami Ogu (おぐまなみ, Ogu Manami?)